# Пичугін Микола Андрійович
Пичу́гін Мико́ла Андрі́йович (1898—1981) — радянський військовик, учасник Другої світової війни, генерал-лейтенант (1945).

## Біографія
Народився у 1898 році. Росіянин. Член ВКП(б) з 1928 року.
У лавах РСЧА з 1919 року. Учасник громадянської війни в Росії, був двічі поранений.
Учасник німецько-радянської війни з червня 1941 року. Воював на Південному, Південно-Західному, Північно-Кавказькому, 4-ту, 3-тю, 2-гу Українських, 1-шу Білоруському фронтах.
З 10 липня 1941 по 25 квітня 1942 року — командир 30-ї окремої кавалерійської дивізії.
13 травня 1942 року полковнику М. А. Пичугіну присвоєне військове звання «генерал-майор».
З 16 листопада 1942 по 6 квітня 1943 року — командир 11-ї гвардійської кавалерійської дивізії 5-го гвардійського кавалерійського корпусу.
З квітня 1943 по 5 листопада 1944 року — начальник штабу 4-го гвардійського кавалерійського корпусу
З 5 листопада 1944 по 10 липня 1945 року — начальник штабу 1-ї гвардійської кінно-механізованої групи на 2-гу Українському фронті. 29 травня 1945 року присвоєне військове звання «генерал-лейтенант».

## Нагороди
Нагороджений орденом Леніна (30.04.1945), трьома орденами Червоного Прапора (29.03.1943, 14.08.1944, …), орденами Кутузова 1-го ступеня (28.04.1945), Суворова 2-го ступеня (19.03.1944), двома орденами Кутузова 2-го ступеня (17.09.1943, 22.12.1943), і медалями.